# Push (Enrique Iglesias)
Push, è un brano musicale del cantante spagnolo Enrique Iglesias, estratto come secondo singolo dall'album Insomniac del 2008. Il singolo figura la partecipazione del rapper Lil Wayne.
Il brano è stato utilizzato nella colonna sonora del film Step Up 2 - La strada per il successo, il cui cast compare al fianco di Iglesias e Lil Wayne nel video prodotto per Push e diretto da Billy Woodruff

## Tracce
Vinile Interscope Records INTR 12194
Lato A
1. Push (Album Version)
2. Push (Instrumental)

Lato B
1. Push (A Capella)
2. Do You Know? (The Ping Pong Song)

CD Single Interscope Records INTR 12195-2
1. Push(Album Version)
2. Push (Instrumental)
3. Push (A Capella)
4. Do You Know? (The Ping Pong Song)

## Classifiche
| Classifica (2008)      | Posizione più alta |
| ---------------------- | ------------------ |
| Romania                | 3                  |
| Turchia                | 10                 |
| Russia                 | 82                 |
| Slovacchia             | 91                 |
| U.S. Billboard Pop 100 | 86                 |